# Comuna Sloboda-Pidlisivska, Iampol
Sloboda-Pidlisivska (în ucraineană Слобода-Підлісівська) este o comună în raionul Iampol, regiunea Vinița, Ucraina, formată din satele Pidlisivka, Prîdnistreanske și Sloboda-Pidlisivska (reședința).

## Demografie
Componența lingvistică a satului Sloboda-Pidlisivska
     Ucraineană (98,34%)
     Rusă (1,19%)
     Alte limbi (0,36%)
Conform recensământului din 2001, majoritatea populației satului Sloboda-Pidlisivska era vorbitoare de ucraineană (98,34%), existând în minoritate și vorbitori de rusă (1,19%).